# La Nueva Reforma Agraria
La Nueva Reforma Agraria är en ort i Mexiko.   Den ligger i kommunen Villa Corzo och delstaten Chiapas, i den sydöstra delen av landet, 700 km sydost om huvudstaden Mexico City. La Nueva Reforma Agraria ligger 964 meter över havet och antalet invånare är 114.
Terrängen runt La Nueva Reforma Agraria är bergig söderut, men norrut är den kuperad. Runt La Nueva Reforma Agraria är det ganska glesbefolkat, med 27 invånare per kvadratkilometer. Närmaste större samhälle är Ignacio Zaragoza, 6,4 km nordost om La Nueva Reforma Agraria. I omgivningarna runt La Nueva Reforma Agraria växer i huvudsak städsegrön lövskog.